# Platja de Poniente (Gijón)
La Platja de Ponent és una de les tres platges urbanes amb les que compta la ciutat de Gijón, situada a Astúries, Espanya, les altres dues són la de San Lorenzo i la del Arbeyal mentre que el concejo de Gijón compta amb altres sis. És de caràcter artificial i va ser creada a mitjan anys 1990. Forma part de la Costa Central asturiana, i com la majoria d'aquestes platges no compta ni amb vegetació ni amb protecció mediambiental de cap tipus.

## Característiques
Es troba en la part oest de la ciutat, a la zona del barri de Ponent, amb el port esportiu com a límit oriental i el barri del Natahoyo com a límit occidental. Té una longitud d'uns 500 metres i una superfície d'uns 140.000 metres quadrats en baixamar i uns 60.000 en pleamar. És molt concorreguda i de fàcil accés, amb una àmplia escalinata central i accés per a persones amb dificultats de mobilitat, i amb presència de l'equip de salvament en temporada estival.

### Instal·lacions públiques
La Platja de Ponent disposa de diverses dutxes a les seves tres zones (oest, central, i aquest), a més de diversos "lavapeus".
També disposa d'una passarel·la, la qual només es col·loca durant el període d'estiu. Aquesta passarel·la porta des de la part de l'escalinata central (comença en la planta inferior de l'edifici de salvament) fins a un punt situat a 10 metres de la riba del mar.

### Salvament
A la zona central del passeig es troba l'edifici base de l'equip de salvament, que acull els serveis de vigilància, salvament i primers auxilis de la platja, coordinats amb la Central de Salvament instal·lada en l'escala Nº12 de la Platja de San Lorenzo de Gijón.
La vigilància es complementa amb una torreta i un masteler situats en les seves proximitats on se situa la bandera verda, groga o vermella segons les condicions ho aconsellin, si bé aquesta sol ser verda.

## Altres dades
- Al juny, se celebra la festivitat de la Foguera de Sant Joan a la qual acudeixen milers de persones.